# Dilated Peoples
Dilated Peoples kaliforniai hiphop csapat. Habár főleg underground körökben szereztek hírnevet, volt egy kis mainstream sikerük is, a Kanye West-tel közös This Way-jel 2004-ben. A csapat tagjai Dj Babu (producer, DJ) Evidence (rapper/producer) valamint Rakaa Iriscience (rapper).

## Albumok
| Év   | Információ |
| ---- | --- |
| 2000 | The Platform - Released: 2000. május 23. - Billboard 200 chart position: #74 - R&B/Hip-Hop chart position: #30        |
| 2001 | Expansion Team - Released: 2001. október 23. - Billboard 200 chart position: #36 - R&B/Hip-Hop chart position: #8     |
| 2004 | Neighborhood Watch - Released: 2004. április 6. - Billboard 200 chart position: #55 - R&B/Hip-Hop chart position: #16 |
| 2006 | 20/20 - Released: 2006. február 21. - Billboard 200 chart position: #97 - R&B/Hip-Hop chart position: #35             |